# Camping de Kulanaokuaiki
Le camping de Kulanaokuaiki, en anglais Kulanaokuaiki Campground, est un terrain de camping des États-Unis situé à Hawaï, sur le Kīlauea. C'est l'un des deux campings situés à l'intérieur du parc national des volcans d'Hawaï avec celui de Nāmakanipaio,.
Il est situé à 975 mètres d'altitude, au sud de la caldeira du Kīlauea,. Le camping de Kulanaokuaiki est accessible par la route via la Hilina Pali Road, une voie en cul-de-sac partant de la Chain of Craters Road, ou à pied via le Mauna Iki Trail dont le camping est le point de départ. Depuis le camping, le Mauna Iki Trail mène au Mauna Iki en 11,2 kilomètres, randonnée qui peut être prolongée sur le Kaʻū Desert Trail ou le Footprints Trail. En empruntant la Hilina Pali Road sur 6,4 kilomètres vers l'amont, la Chain of Craters Road est atteinte et de là, permet de gagner de nombreux sentiers dont le Napau Trail. La Hilina Pali Road permet de gagner le Hilina Pali Overlook situé à 8 kilomètres dans l'autre sens. De ce point de vue situé à 695 mètres au sommet du Hilina Pali, deux sentiers en partent : le Kaʻū Desert Trail qui se dirige vers le sud-ouest puis remonte vers le sommet du volcan et le Hilina Pali Trail qui descend la falaise en direction de l'océan Pacifique et d'autres sentiers.
Le site est libre d'accès mais sous condition d'avoir payé les droits d'entre du parc national des volcans d'Hawaï et dans la limite de 7 jours par mois et de 30 jours par an,. Il dispose de huit emplacements équipés chacun d'une table de pique-nique et dont deux sont accessibles aux personnes à mobilité réduite. Aucun point d'eau n'y est installé mais le camping dispose néanmoins de toilettes sèches. Des emplacements réservés aux feux de camp permettent de limiter le risque d'incendie et la collecte de bois mort n'est autorisée que dans un rayon de 100 yards (91 m) autour du camping,.